# Bartosz Gelner
Bartosz Gelner (ur. 25 kwietnia 1988 w Katowicach) – polski aktor teatralny, telewizyjny i filmowy.

## Życiorys

### Wczesne lata
Urodził się i wychował w Katowicach w tradycyjnej śląskiej rodzinie jako syn lekarki i inżyniera. Chciał być prawnikiem, socjologiem lub humanistą. W latach 2004–2007 uczęszczał do Akademickiego Zespołu Szkół Ogólnokształcących w Chorzowie, a w latach 2005–2006 był Przewodniczącym Rady Młodzieżowej I Liceum Ogólnokształcącego w tej placówce. Z kolegami z liceum tworzył „Kabaret na 3/4”. Po maturze zdawał do szkół teatralnych w Warszawie, Krakowie i we Wrocławiu, jednak nigdzie się nie dostał. Przez rok uczęszczał do Policealnego Studium Aktorskiego Lart studiO (2008) w Krakowie, a później został przyjęty na wrocławski wydział lalkarski, filię PWST w Krakowie. W 2012 ukończył studia w krakowskiej Państwowej Wyższej Szkole Teatralnej.

### Kariera teatralna
W 2008 zadebiutował na scenie Narodowego Starego Teatru w Trans-Atlantyku Witolda Gombrowicza w reżyserii Mikołaja Grabowskiego jako jeden z chłopców Gonzala (Jan Peszek). Po ukończeniu studiów przeprowadził się do Warszawy, gdzie rozpoczął współpracę z Nowym Teatrem. W 2013 zdobył Wyróżnienie Sekcji Krytyków Teatralnych ZASP za kreację Cetha – młodego chłopca, którego bierze do trójkąta para gejów – Jamie (Maciej Stuhr) i James (Piotr Polak) w Kabarecie warszawskim w reż. Krzysztofa Warlikowskiego. W 2014 był wśród aktorów czytających przed Pałacem Kultury Golgotę Picnic.
5 czerwca 2016 znalazł się w trójce finalistów ogłoszonej przez radiową Trójkę VII edycji konkursu dla młodych twórców „Talenty Trójki” w kategorii teatr.

### Kariera ekranowa
Już po pierwszym roku dostał rolę w serialu Przystań (2009) o grupie młodych ludzi odbywających szkolenie w bazie ratownictwa wodnego. Na trzecim roku studiów zadebiutował z kolei na kinowym ekranie w roli Aleksandra Lubomirskiego, kolegi Dominika (Jakub Gierszał) w dramacie psychologicznym Jana Komasy Sala samobójców (2011). Po bardzo dobrze przyjętym i wielokrotnie nagradzanym filmie, dostał kilka propozycji zagrania w serialach, już bez castingu. Zdecydował się wtedy na Czas honoru (2011) jako porucznik Alan Krawczyk, który zostaje zrzucony razem z pułkownikiem Skotnickim (Hubert Urbański) z Włoch jako pomoc dla Cichociemnych.
W latach 2012–2016 występował w roli Bartosza Koszyka w serialu TVP2 Barwy szczęścia. Po wygranym castingu do dramatu Tomasza Wasilewskiego Płynące wieżowce (2013) otrzymał pierwszą propozycję pierwszoplanowej postaci w filmie fabularnym. Rola homoseksualnego Michała, chłopaka głównego bohatera (Mateusz Banasiuk) przyniosła mu Nagrodę im. Piotra Łazarkiewicza dla Młodego Talentu na Festiwalu Filmów Polskich w Los Angeles. Płynące wieżowce okrzyknięto pierwszym polskim filmem gejowskim, który znalazł się w gorącym centrum debaty o homofobii, sytuacji osób LGBT, związkach partnerskich. Odtwórcy głównych ról (Gelner z Banasiukiem) trafili na okładkę „Wprost”, opatrzoną tytułem: „Zabić geja. Witajcie w tolerancyjnej Polsce”. Z kolei skrajnie prawicowa „Fronda” informowała o „homoataku” na swoją redakcję („Pętla homoseksualnego oblężenia zaciska się wokół nas”), polegającą na tym, że baner reklamujący film było widać z redakcyjnych okien.
Wystąpił w serialach takich jak Krew z krwi (2015) jako Mateusz „Młody”, który wdaje się w romans z córką szefowej mafii, i Singielka (2016) w roli Krystiana, sąsiada tytułowej bohaterki – świeżo upieczonego absolwenta ASP i wziętego grafika, który pracuje w agencji reklamowej. W dramacie  Jakuba Pączka Reakcja łańcuchowa (2017) zagrał postać Pawła Czarnieckiego, ambitnego i niespełnionego filmowca, który w celach zarobkowych zajmuje się oglądaniem i ocenianiem filmów pornograficznych.
Brał udział w sesjach fotograficznych dla magazynów „K-MAG” i „L’Officiel Hommes”.

## Życie prywatne
Jest w związku z aktorką Magdaleną Cielecką.

## Filmografia
- 2008: Nie miłość – chłopak
- 2009: Przystań – Olaf Kozłowski (odc. 1–13)
- 2010: Ratownicy – Gąsior (odc. 10–11)
- 2011: Wierność – młody Tonio
- 2011: Sala samobójców – Aleksander „Aleks” Lubomirski, kolega Dominika
- 2011: Czas honoru – porucznik Alan Krawczyk (odc. 40–43, 45–46, 49–50, 52)
- 2011: Komisarz Alex – Tomasz Wolski (odc. 5)
- 2012: Prawo Agaty – Robert, muzyk Off Roads (odc. 22)
- 2012: Dzień oszusta – Leszek
- 2012–2016: Barwy szczęścia – Bartek Koszyk
- 2013: Płynące wieżowce – Michał
- 2013: Ojciec Mateusz – Igor Wolny (odc. 116)
- 2015: Krew z krwi 2 – Mateusz „Młody” (odc. 1–7,10 seria 2)
- 2015: Dupek – Krzysiek
- 2015: Ameryka – Szymon
- 2016: Singielka – Krystian, sąsiad Natalii i Roberta
- 2016: Szatan kazał tańczyć – chłopak całujący Karolinę na koncercie
- 2017: Ultraviolet – Kamil Łoziński, mąż Oli (odc. 3, 6–7)
- 2017: Reakcja łańcuchowa – Paweł Czarniecki, przyjaciel Adama
- 2018: Powrót – Lech
- 2018: Kobieta sukcesu – Piotr Rozwadowski
- 2018: Drogi wolności – Albert Rudzki (odc. 13)
- 2019: Odwróceni. Ojcowie i córki – Karol Iwaniszczuk (odc. 2–7)
- 2019: Legiony – Tadeusz Zbarski
- 2020–2024: Szadź – Tomasz Mrówiec
- 2021: Sexify – Konrad
- 2022: Gry rodzinne – Jan Jaworowicz
- 2023: 1670 – Henryk Lubopolski
- 2023: Pokolenie Ikea –  Piotr „Czarny”
- 2024: Zatoka szpiegów – Franz Neumann
- 2024: Kulej. Dwie strony medalu – Wituś Kowalski
- 2025: Scheda – Maciej Mróz

## Dubbing
- 2021: Spider-Man: Bez drogi do domu – Peter Parker / Spider-Man[16]

## Nagrody
- 2013: Nagroda im. Piotra Łazarkiewicza dla Młodego Talentu na Festiwalu Filmów Polskich w Los Angeles za rolę w filmie Płynące wieżowce.